# 常川重信
常川 重信（つねかわ しげのぶ、生没年不詳）とは、江戸時代の浮世絵師。

## 来歴
師系・経歴不明。画風は奥村政信風または奥村利信風といわれている。作画期は享保の中期から後期の頃にかけてで、細判の漆絵による役者絵や美人画を残している。

## 作品
- 「すくねかねみち・市川団十郎」　細判漆絵　※享保11年（1726年）江戸中村座
- 「鳥柴のせりふ・沢村宗十郎」　細判漆絵
- 「藤屋あづま・松嶋兵太郎　山崎与次兵衛・市村竹之丞」　細判漆絵
- 「扇子を持つ若女形」　細判漆絵
- 「飴売りと猿の親子」　細判漆絵　※享保14年（1729年）の絵暦